# Chelidonichthys queketti
Chelidonichthys queketti är en fiskart som först beskrevs av Regan, 1904.  Chelidonichthys queketti ingår i släktet Chelidonichthys och familjen knotfiskar. Inga underarter finns listade i Catalogue of Life.